# Mangan(II)-bromid
Mangan(II)-bromid ist eine chemische Verbindung des Mangans aus der Gruppe der Bromide.

## Gewinnung und Darstellung
Mangan(II)-bromid kann durch Reaktion von Mangan mit Brom gewonnen werden.
{\displaystyle \mathrm {Mn+Br_{2}\longrightarrow MnBr_{2}} }
Ebenfalls möglich ist die Gewinnung durch die Reaktion von Mangan(II)-carbonat mit Bromwasserstoff und durch die anschließende Dehydratation des gebildeten Tetrahydrats bei Temperaturen oberhalb von 190 °C.
{\displaystyle {\ce {MnCO3 + 2HBr -> MnBr2 + CO2 + H2O}}}
Es entsteht auch bei der Herstellung von Brom durch Reaktion von Mangan(IV)-oxid mit Bromwasserstoffsäure.
{\displaystyle \mathrm {4\ HBr+MnO_{2}\longrightarrow MnBr_{2}+Br_{2}+2\ H_{2}O} }

## Eigenschaften

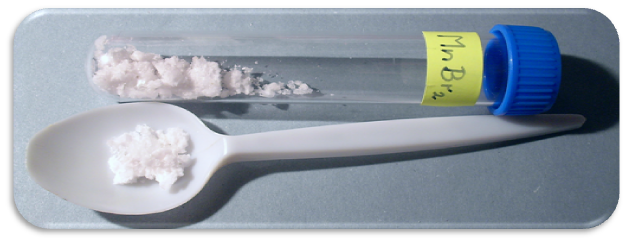
Mangan(II)-bromid

Mangan(II)-bromid ist ein violettes Pulver. Es besitzt eine trigonale Kristallstruktur mit der Raumgruppe P3m1 (Raumgruppen-Nr. 164).

## Verwendung
Mangan(II)-bromid kann anstelle von Palladium bei der Stille-Kupplung verwendet werden.